# Michael Rooker
Michael Rooker (Jasper, 6 d'abril de 1955), és un actor estatunidenc.

## Biografia
Michael va néixer en una família nombrosa, era el més gran de nou germans. Quan tenia 13 anys els seus pares van divorciar-se i ell va traslladar-se a Chicago amb la seva mare, on va estudiar a l'escola de drama Goodman, i va començar a aparèixer en petites obres de teatre. La seva gran oportunitat va arribar-li el 1986 amb la seva primera pel·lícula, Henry: retrat d'un assassí en sèrie, polèmica pel·lícula basada -parcialment- en la vida de Henry Lee Lucas, un dels assassins en sèrie més controvertits i sanguinaris dels Estats Units. Tot i produir-se el 1986, la pel·lícula no va arribar a estrenar-se fins al 1990.
L'èxit de Henry: retrat d'un assassí en sèrie va condicionar els seus papers posteriors, ja que li donaven papers de psicòpata o personatges misteriosos i intrigants. Ha aparegut en papers secundaris en pel·lícules com JFK, Crema Mississippi, Days of Thunder, Tombstone,  Mallrats, The 6th Day i Jumper.
Durant els darrers anys s'ha convertit en un secundari ocasional en sèries com Shark, Crossing Jordan, CSI: Miami, Numb3rs, Las Vegas o Stargate SG-1.
A més a més, també ha participat en la sèrie The Walking Dead en el paper de Merle Dixon.
També apareix com un dels personatges del videojoc Call of Duty: Black Ops.

## Filmografia

### Actor
| Any  | Títol                               | Paper                        | Notes           |
| ---- | ----------------------------------- | ---------------------------- | --------------- |
| 1986 | Henry: retrat d'un assassí en sèrie | Henry                        |                 |
| 1987 | L'estrella del rock                 | Oogie                        |                 |
| 1988 | Crema Mississippi                   | Frank Bailey                 |                 |
| 1988 | Above the Law                       | Home al bar                  |                 |
| 1988 | Els vuit eliminats                  | Arnold "Chick" Gandil        |                 |
| 1989 | La capsa de música                  | Karchy Laszlo                |                 |
| 1989 | Sea of Love                         | Terry Cruger                 |                 |
| 1990 | Dies de tro                         | Rowdy Burns                  |                 |
| 1991 | JFK                                 | Bill Broussard               |                 |
| 1993 | Cliffhanger                         | Ranger Hal                   |                 |
| 1993 | La meitat fosca                     | Alan Pangborn                |                 |
| 1993 | Tombstone                           | Sherman McMaster             |                 |
| 1995 | Mallrats                            | Jared Svenning               |                 |
| 1996 | The Trigger Effect                  | Gary                         |                 |
| 1996 | Bastard Out of Carolina             |                              |                 |
| 1997 | Fals testimoni                      | Kennesaw                     |                 |
| 1998 | The replacement killers             | detectiu Stan "Zeedo" Zedkov |                 |
| 1999 | El col·leccionista d'ossos          | Howard Cheney                |                 |
| 2000 | The 6th Day                         | Robert Marshall              |                 |
| 2000 | Here on Earth                       | Malcolm Arnold               |                 |
| 2001 | The Replicant                       | Jake Riley                   |                 |
| 2002 | Invicte                             | A.J. Mercker                 |                 |
| 2004 | Skeleton Man                        | Captain Leary                |                 |
| 2005 | Chasing Ghosts                      | Mark Spencer                 |                 |
| 2006 | Slither                             | Grant Grant                  |                 |
| 2007 | Whisper                             | Sidney                       |                 |
| 2008 | Jumper                              | William Rice                 |                 |
| 2009 | The Marine 2                        | Church                       |                 |
| 2009 | Penance                             | Mann                         |                 |
| 2010 | Super                               | Abe                          |                 |
| 2010 | Hypothermia                         | Ray Pelletier                |                 |
| 2011 | Atlantis Down                       | Pare / Alienígena            |                 |
| 2011 | Cell 213                            | Ray Clement                  |                 |
| 2011 | Mysteria                            | McCarthy                     |                 |
| 2012 | The Lost Episode                    | Chris / Dr. Death            |                 |
| 2013 | Brother's Keeper                    | Carver                       |                 |
| 2013 | Elwood                              | Condello                     | Curt Pel·lícula |
| 2014 | Guardians of the Galaxy             | Yondu Udonta                 |                 |
| 2016 | The Belko Experiment                | Bud Melks                    |                 |
| 2017 | Guardians of the Galaxy Vol. 2      | Yondu Udonta                 |                 |
| 2019 | Brightburn                          | La gran T                    | Cameo           |
| 2020 | Fantasy Island                      | Damon                        |                 |
| 2020 | Love and Monsters                   | Clyde                        |                 |
| 2021 | The Suicide Squad                   | Brian Durlin / Savant        |                 |
| 2021 | Fast & Furious 9                    | Buddy                        |                 |
| 2022 | White Elephant                      | Gabriel Tancredi             |                 |
| 2023 | Guardians of the Galaxy Vol. 3      | Yondu Udonta                 |                 |
| 2023 | Fast X                              | Buddy                        |                 |
| 2023 | The Out-Laws                        | Agent Oldham                 |                 |

| Any       | Títol                | Paper                  | Notes                   |
| --------- | -------------------- | ---------------------- | ----------------------- |
| 1986      | Crime Story          | Lieutenant             | 1x01                    |
| 1988      | L'equalitzador       | Bill Whitaker          | 3x18                    |
| 1989      | Gideon Over          | Det. John Quinn        |                         |
| 1989      | L.A. Takedown        | Bosko                  |                         |
| 1990      | Equal Justice        | Wallace "Wally" Dalton | 1x10                    |
| 1995      | Fallen Angels        | Babe McCloor           | 2x05                    |
| 2001      | The Outer Limits     | Col. Beckett           | 7x02                    |
| 2002      | Jeremiah             | Major Quantrell        | 1x08                    |
| 2003      | Tremors              | Kinney                 | 1x06                    |
| 2003      | Lucky                | Gibby                  | 1x07                    |
| 2003      | Stargate SG-1        | Col. Edwards           | 7x07                    |
| 2003      | CSI: Miami           | Marty Jones            | 2x02                    |
| 2003      | Saving Jessica Linch | Col. Curry             |                         |
| 2004      | Las Vegas            | Marcus Wexler          | 2x09                    |
| 2005      | JAG                  | Jack Ramsey            | 10x13                   |
| 2006      | Thief                | John Hayes             | 5 episodis              |
| 2007      | Crossing Jordan      | Shawn Curaco           | 6x16                    |
| 2008      | Law & Order          | Jamie Yost             | 18x09                   |
| 2008      | Shark                | Oscar Riddick          | 2x13                    |
| 2008      | Chuck                | Frank Mauser           | 2x11                    |
| 2009      | Meteor               | Calvin Stark           | 1x01-1x02               |
| 2009      | Criminal Minds       | Carlson                | 4x19                    |
|           | Psych                | Garth Longmore         | 4x09                    |
| 2010      | Burn Notice          | Dale Lawson            | 4x10                    |
| 2010–2013 | The Walking Dead     | Merle Dixon            | 14 episodis             |
| 2012      | Outlaw Country       | Larkin's Henchman      | Pel·lícula de televisió |
| 2017      | SEAL Team            | Gran Cap               | 1x01                    |
| 2019      | True Detective       | Edward Hoyt            | 3x07-3x08               |

### Actor de veu
| Any  | Títol                                       | Paper               |
| ---- | ------------------------------------------- | ------------------- |
| 2010 | Call of Duty: Black Ops                     | A si mateix         |
| 2012 | Archer                                      | Sheriff E.Z. Ponder |
| 2012 | Call of Duty: Black Ops II                  | Mike Harper         |
| 2013 | The Walking Dead: Survival Instinct         | Merle Dixon         |
| 2021 | What If...?                                 | Yondu Udonta        |
| 2021 | Vivo                                        | Lutador             |
| 2022 | The Guardians of the Galaxy Holiday Special | Yondu Udonta        |